# Curtain fig tree
Pour les articles homonymes, voir Curtain.

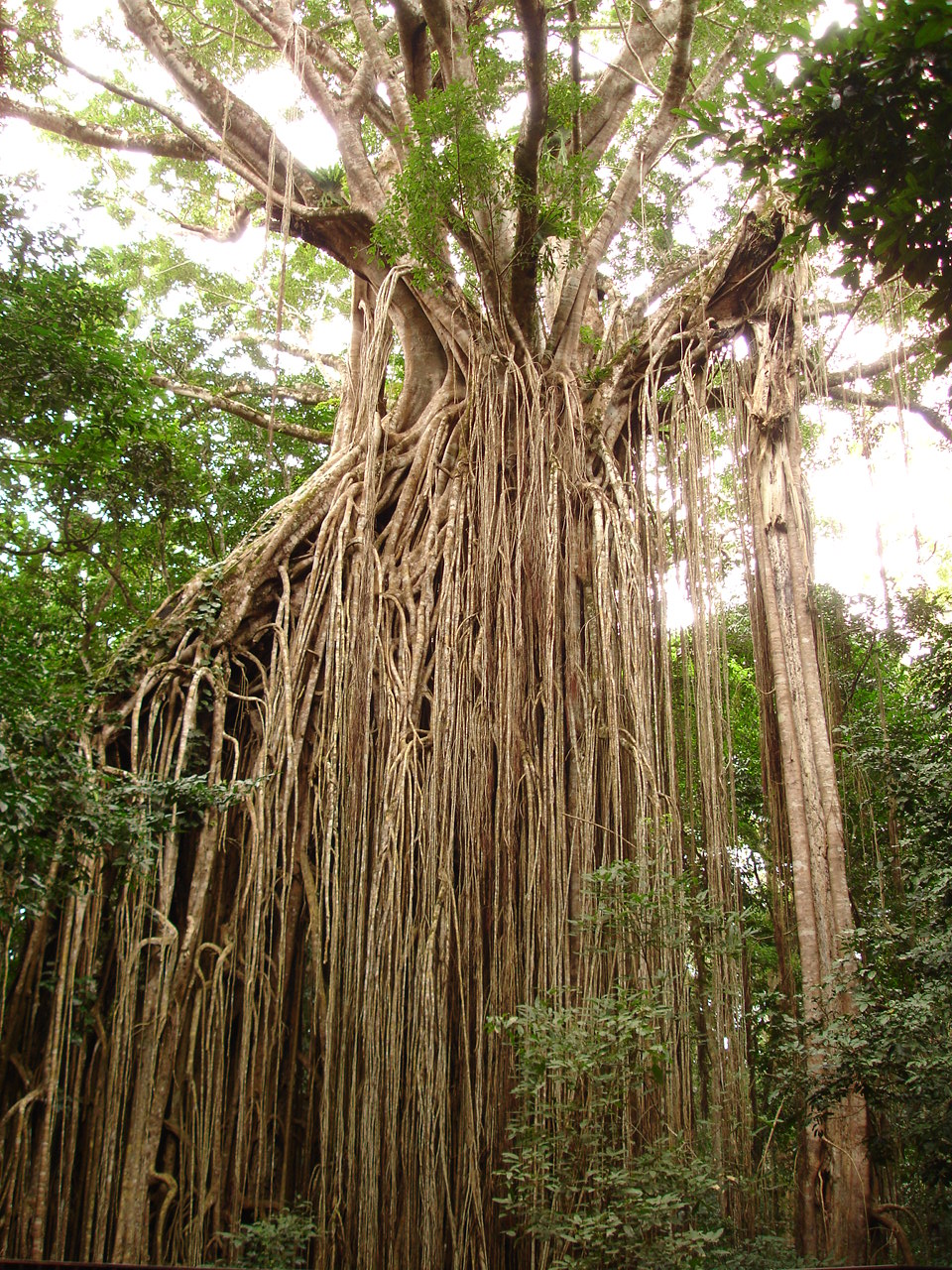
Curtain fig tree (Queensland, Australie)

Le Curtain fig tree (figuier rideau) est un des plus grands arbres du Tropique nord du Queensland, en Australie. C'est une des curiosités les plus connues sur le Haut plateau d'Atherton. Il est situé près de la ville de Yungaburra.
Le Curtain fig tree est un « figuier étrangleur » appartenant à l'espèce Ficus virens.
Normalement, ces figuiers germent sur un autre arbre et émettent des racines en direction du sol. Lorsqu'il qu'il est parvenu à s'enraciner, le figuier grandit vigoureusement, tuant finalement l'arbre-hôte, et il croît ensuite indépendamment.
Dans le cas présent, le premier arbre-hôte s'est incliné et le figuier étrangleur a entouré un deuxième arbre de ses racines aériennes, créant ainsi un « rideau » de racines. Ce rideau de racines aériennes mesure 15 mètres de haut.
Bien que ces figuiers tuent leurs hôtes, ce sont des arbres épiphytes, qui se nourrissent essentiellement des nutriments tirés du sol et de l'air, contrairement aux plantes parasites qui se nourrissent au moins partiellement de la sève de la plante parasitée.